# Ochthebius viganoi
Ochthebius viganoi är en skalbaggsart som beskrevs av Pirisinu 1974. Ochthebius viganoi ingår i släktet Ochthebius och familjen vattenbrynsbaggar. Inga underarter finns listade i Catalogue of Life.